# Rueda de reacción

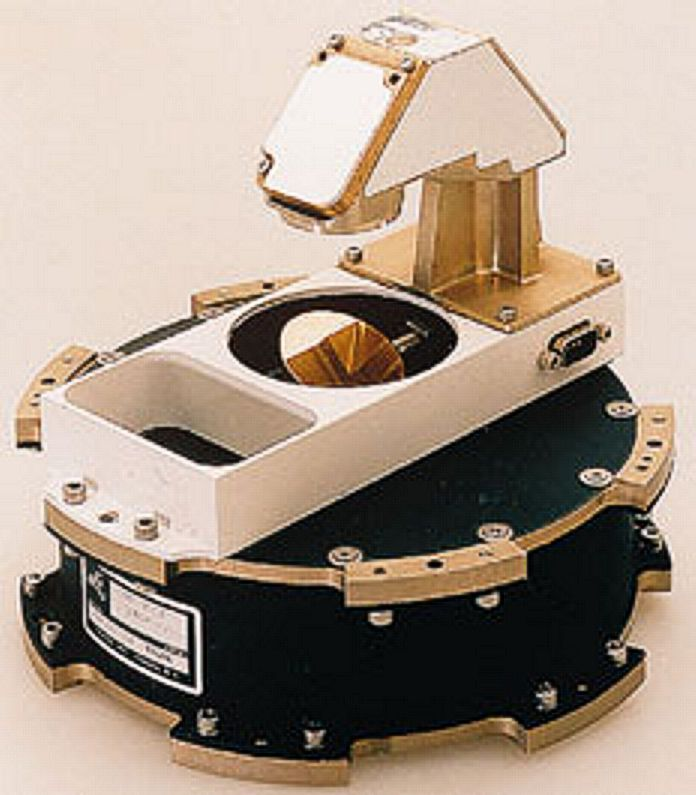
Rueda de reacción que comprende un Sensor-Tierra cónico de alta precisión para mantener la actitud precisa de un satélite.

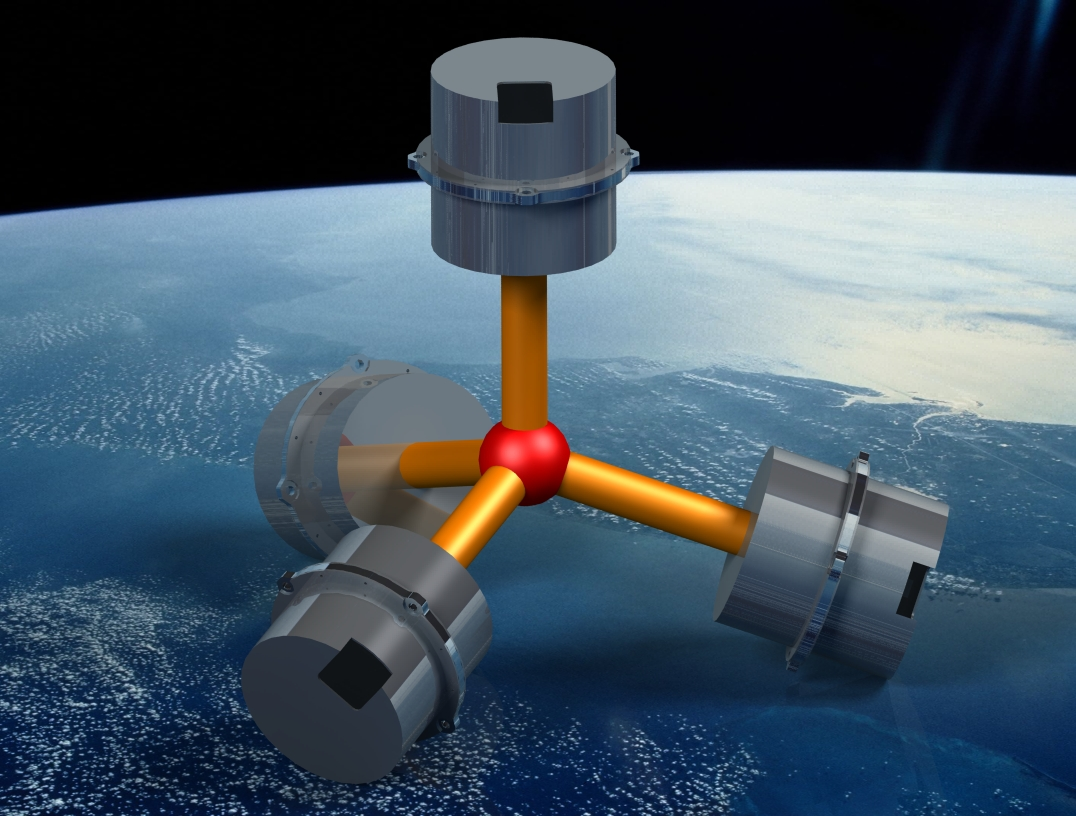
Cuatro ruedas de reacción en una configuración tetraédrica.

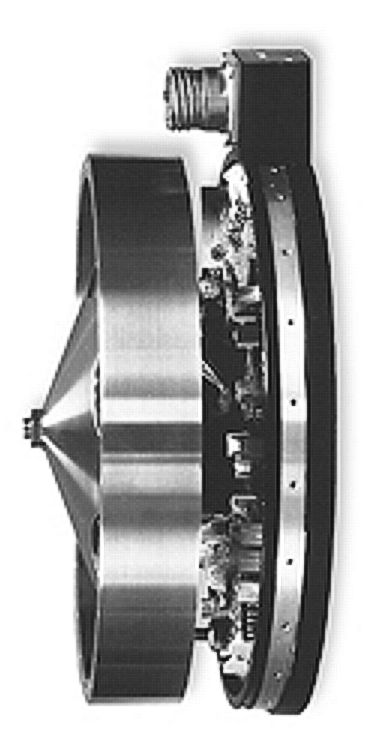
Foto de una pequeña rueda de reacción.

Una rueda de reacción o volante de reacción es un tipo de rueda utilizado en un vehículo espacial para cambiar su momento angular sin consumir combustible. Se utilizan para los cambios en la actitud, por ejemplo, son particularmente útiles cuando una nave espacial debe ser girada en cantidades muy pequeñas, tales como mantener un telescopio apuntando a una estrella. Las ruedas de reacción también permiten aumentar la carga útil en el lanzamiento y ahorrar combustible.
Una rueda de reacción consta de un motor eléctrico que hace girar una rueda cada vez más rápido. Por la conservación del momento angular la nave gira, de manera proporcional, en la dirección opuesta a la rotación del motor. Este tipo de rueda sólo permite la rotación de la nave espacial alrededor de su centro de masa pero en ningún caso genera un movimiento de traslación.
Las ruedas de reacción trabajan en torno a un número de revoluciones nominal de cero. Sin embargo, torques externos en la nave espacial pueden requerir de una acumulación gradual de la velocidad de rotación de la rueda de reacción para mantener la nave espacial en una orientación fija.
Las Ruedas de Momentum (utilizado en el Telescopio Espacial Hubble) son otro tipo de actuador, que se utiliza principalmente para la estabilización giroscópica de las naves espaciales: las ruedas de inercia tienen altas velocidades de rotación (alrededor de 6000 rpm) y masa.

## Aplicación
Las ruedas de reacción se implementan normalmente como motores eléctricos especiales, montado a lo largo de los ejes x, y y z. Los cambios en la velocidad (en cualquier dirección) se controlan electrónicamente por los controles de un ordenador. La resistencia de los materiales de una rueda de reacción determina la velocidad a la que la rueda se vendría aparte, y por lo tanto la cantidad de momento angular que puede almacenar.
Ya que la rueda de reacción es una pequeña fracción de la masa total de una nave espacial, cambios fácilmente medibles en su velocidad proporcionan cambios muy precisos en su ángulo. Por lo tanto, permite realizar cambios muy precisos en la Actitud de una nave espacial. Por esta razón, las ruedas de reacción son utilizadas a menudo para orientar naves espaciales con cámaras o telescopios.
Con el tiempo las ruedas de reacción pueden acumular impulso almacenado que necesita ser cancelado. Por este motivo, los diseñadores complementan los sistemas de ruedas de reacción con otros mecanismos adicionales de control de actitud. En presencia de un campo magnético (como en la órbita terrestre baja), una nave espacial puede emplear un magnetopar (más conocido como barras de torsión) para transferir el momento angular a la Tierra usando su campo magnético. En ausencia de un campo magnético, la práctica más eficiente es el uso de motores de posición de alta eficiencia tales como motores iónicos, o pequeñas y ligeras velas solares colocadas en los extremos de antenas de proyección o en los paneles de células fotoeléctricas. La mayoría de las naves espaciales necesitan posicionamiento rápido y no pueden permitirse la masa extra que supone tres sistemas de control de actitud. Por lo tanto, los diseñadores utilizan generalmente motores vernier monopropelentes convencionales para cancelar el impulso almacenado en las ruedas de reacción.

## Fallos
El fallo de una o más ruedas de reacción puede causar que una nave espacial pierda su capacidad para mantener la posición y por lo tanto causar, en potencia, un fallo de la misión.
En 2005, dos ruedas de reacción de la sonda espacial Hayabusa fallaron. La rueda del eje X lo hizo el 31 de julio, y la del eje Y el 2 de octubre. Tras el fallo de esta última, la nave pasó a depender de sus propulsores químicos para mantener el control de actitud, alterando el plan de la misión.
El 15 de mayo de 2013, dos ruedas de reacción del telescopio Kepler fallaron. Si estos fallos no pueden ser corregidos, el telescopio Kepler no será capaz de mantener una posición lo suficientemente precisa para continuar su misión.